# Satanela
La Satanela fue una reconocida tonadillera y cancionista española de positiva sugestión con carrera en Argentina.

## Carrera
Satanela fue una intérprete que, con su gracia y su arte exquisitos, brilló notoriamente en las primeras décadas del siglo XX.
En Argentina tuvo una participación en dos filmes: ¡Goal! (1936), con dirección de Luis José Moglia Barth, protagonizado por Sofía Bozán y Severo Fernández; y Besos brujos de 1937, dirigida por  José Agustín Ferreyra, con Libertad Lamarque y Florén Delbene.  Luego forma parte de la Compañía García León - Manolo Perales en 1937. Trabajó en el teatro del Pasaje Güemes.
En el ambiente radial tuvo incursión meritoria por L S 8. En 1936 colaboró en el programa “la Voz de España”, emitido por Radio Prieto, siendo especialmente memorable el programa realizado con motivo del Día de la Raza de ese año, en el que intervinieron también destacadas figuras de la canción como Patrocinio Díaz, Nelly Omar, Alberto Acuña y Visi Arias .
Ya de vuelta a España, filma la película de Luis Arroyo, Dulcinea (1947), con los protagonismos de Ana Mariscal y Carlos Muñoz.

## Filmografía
- 1936: ¡Goal!.
- 1937: Besos brujos.
- 1947: Dulcinea

## Teatro
- 1917: El señor Parramiene tío soltero.
- 1937: Bronce y sol.